# HD 71919
HD 71919，又名CP-54 1647，SAO 236001、HR 3349，是一颗恒星，视星等为6.53，位于銀經270.85，銀緯-9.55，其B1900.0坐标为赤經8h 24m 52.7s，赤緯-54° -9.55′ 48″。